# Kilometru pătrat
Kilometrul pătrat (km²) este o unitate de măsură a ariei egală cu aria unui pătrat cu latura de 1 kilometru. Un kilometru pătrat este egal cu 1.000.000 metri pătrați (1.000 m x 1.000 m) sau cu 100 hectare.